# 1905 v dopravě
Tento článek obsahuje seznam událostí souvisejících s dopravou, které proběhly roku 1905.

## Prosinec
- 4. prosince

 Tramvajová doprava v Opavě zahájila provoz s využitím prvních devíti tramvají.